# Nenderoth
Nenderoth ist ein Ortsteil der Gemeinde Greifenstein im mittelhessischen Lahn-Dill-Kreis.

## Geographie

### Geographische Lage
Das Dorf liegt am Oberlauf des Kallenbachs zwischen den Bergen Knoten (605 m) und Kahlenberg (405 m) im Westerwald.
Die Gemarkung umfasst eine Fläche von 605 ha und wird von zwei Gewässern, dem Kallenbach und dem Leyenbach, durchflossen. Etwa die Hälfte ist mit Wald bedeckt. Der Rest teilt sich auf in landwirtschaftliche Nutzflächen (250 ha), Hof- und Gebäudeflächen, Straßen und Wege.

### Klima
Topologisch gehört Nenderoth noch dem Westerwald an, jedoch unterscheidet es sich klimatisch durch die Südhanglage und die Öffnung zum Lahntal deutlich davon. Dies schlägt sich auch in der Vegetation nieder. Wegen dieses besonderen Klimas nennt man Nenderoth auch Nizza des Westerwaldes. Früher sagte man, dass es in Nenderoth immer einen „Rock wärmer sei“ als in den Nachbardörfern Arborn und Odersberg.

## Geschichte

### Ortsgeschichte
Der Ortsname leitet sich von Nantherisrode ab, was etwa „Rodung eines Nandhari“ bedeutet. In diesem Zusammenhang deutet die Namensbildung auf eine Gründung in der fränkischen Rodungsperiode des 9. und 10. Jahrhunderts. Der Ort wurde bekanntermaßen im Jahr 993 zum ersten Mal urkundlich erwähnt. Nenderoth wurde im Mittelalter der Mittelpunkt der „Kalenberger Zent“ und erhielt 1310 von den Herren von Merenberg eine eigene Gerichtsbarkeit. Als Gerichtsstätte diente eine Halle, die an der Kirche angebaut war.
Durch Kriegsauswirkungen und politische Veränderungen verlor Nenderoth nach und nach an Bedeutung. Die einzige Möglichkeit den Lebensunterhalt zu bestreiten fanden die Bewohner in der Landwirtschaft. Doch auch hier ist ein Wandel eingetreten.  In den 1970er Jahren entwickelte sich kurzzeitig der Fremdenverkehr als Wirtschaftszweig. In dieser Zeit nahm Nenderoth wiederholt an dem Wettbewerb „Unser Dorf soll schöner werden“ teil und wurde mehrfach auf Landes- und Bundesebene ausgezeichnet. Heute ist der Ort im Wesentlichen eine reine „Wohngemeinde“ geworden. Bis in die späten 1980er Jahre hatte der Ort etwa 420 bis 430 Einwohner. Durch Zuzug von Um- und Aussiedlern, bzw. Asylbewerbern stieg die Einwohnerzahl zwischenzeitlich auf ca. 550 Personen. Zurzeit sind es 425 Einwohner.
Hessische Gebietsreform (1970–1977)
Nenderoth war die südlichste Gemeinde des alten Dillkreises und bis zum Ende des Jahres 1976 selbständig. Zum 1. Januar 1977 wurde die Gemeinde im Zuge der Gebietsreform in Hessen mit den bis dahin ebenfalls selbstständigen Gemeinden Greifenstein, Arborn, Beilstein, Odersberg und Ulmtal durch das Gesetz zur Neugliederung des Dillkreises, der Landkreise Gießen und Wetzlar und der Stadt Gießen zur neuen Großgemeinde Greifenstein zusammengeschlossen. Für Nenderoth wurde, wie für alle ehemals eigenständigen Gemeinden von Greifenstein, ein Ortsbezirk mit Ortsbeirat und Ortsvorsteher nach der Hessischen Gemeindeordnung gebildet. Sitz der Gemeindeverwaltung wurde der Ortsteil Beilstein.

### Verwaltungsgeschichte im Überblick
Die folgende Liste zeigt die Staaten bzw. Herrschaftsgebiete und deren untergeordnete Verwaltungseinheiten, in denen Nenderoth lag:
- ab 1255: Heiliges Römisches Reich, Nassau-Dillenburg, Kalenberger Zent[6]
- 1343–1561: Heiliges Römisches Reich, Nassau-Beilstein, Amt Beilstein
- 1562–1606: Heiliges Römisches Reich, Nassau-Dillenburg, Amt Beilstein
- 1607–1620:  Heiliges Römisches Reich, Nassau-Beilstein, Amt Beilstein
- ab 1621 Heiliges Römisches Reich, Grafschaft/Fürstentum Nassau-Diez, Amt Beilstein
- ab 1790: Heiliges Römisches Reich, Fürstentum Nassau-Diez, Amt Mengerskirchen
- 1806–1813: Großherzogtum Berg, Département Sieg, Arrondissement Dillenburg, Kanton Driedorf
- 1813–1815: Fürstentum Nassau-Oranien, Amt Mengerskirchen
- ab 1816: Herzogtum Nassau, Amt Herborn
- ab 1849: Herzogtum Nassau, Kreisamt Herborn
- ab 1854: Herzogtum Nassau, Amt Herborn
- ab 1867: Norddeutscher Bund[Anm. 1], Königreich Preußen, Provinz Hessen-Nassau, Regierungsbezirk Wiesbaden, Dillkreis
- ab 1871: Deutsches Reich, Königreich Preußen, Provinz Hessen-Nassau, Regierungsbezirk Wiesbaden, Dillkreis
- ab 1918: Deutsches Reich, Freistaat Preußen, Provinz Hessen-Nassau, Regierungsbezirk Wiesbaden, Dillkreis
- ab 1932: Deutsches Reich, Freistaat Preußen, Provinz Hessen-Nassau, Regierungsbezirk Wiesbaden, Landkreis Dillenburg
- ab 1933: Deutsches Reich, Freistaat Preußen, Provinz Hessen-Nassau, Regierungsbezirk Wiesbaden, Dillkreis
- ab 1944: Deutsches Reich, Freistaat Preußen, Provinz Nassau, Dillkreis
- ab 1945: Amerikanische Besatzungszone, Groß-Hessen, Regierungsbezirk Wiesbaden, Dillkreis
- ab 1949: Bundesrepublik Deutschland, Land Hessen, Regierungsbezirk Wiesbaden, Dillkreis
- ab 1968: Bundesrepublik Deutschland, Land Hessen, Regierungsbezirk Darmstadt, Dillkreis
- ab 1977: Bundesrepublik Deutschland, Land Hessen, Regierungsbezirk Darmstadt, Lahn-Dill-Kreis, Gemeinde Greifenstein[Anm. 2]
- ab 1981: Bundesrepublik Deutschland, Land Hessen, Regierungsbezirk Gießen, Lahn-Dill-Kreis, Gemeinde Greifenstein

### Bevölkerung
Einwohnerstruktur 2011
Nach den Erhebungen des Zensus 2011 lebten am Stichtag dem 9. Mai 2011 in Nenderoth 378 Einwohner. Darunter waren 9 (2,4 %) Ausländer.
Nach dem Lebensalter waren 54 Einwohner unter 18 Jahren, 144 waren zwischen 18 und 49, 87 zwischen 50 und 64 und 96 Einwohner waren älter.
Die Einwohner lebten in 174 Haushalten. Davon waren 48 Singlehaushalte, 63 Paare ohne Kinder und 51 Paare mit Kindern, sowie 9 Alleinerziehende und 3 Wohngemeinschaften. In 42 Haushalten lebten ausschließlich Senioren und in 99 Haushaltungen leben keine Senioren.
Einwohnerentwicklung
| Nenderoth: Einwohnerzahlen von 1834 bis 2020 | Nenderoth: Einwohnerzahlen von 1834 bis 2020 | Nenderoth: Einwohnerzahlen von 1834 bis 2020 | Nenderoth: Einwohnerzahlen von 1834 bis 2020 | Nenderoth: Einwohnerzahlen von 1834 bis 2020 |
| --- | -------------------------------------------- | -------------------------------------------- | -------------------------------------------- | -------------------------------------------- |
| Jahr |                                              |                                              |                                              | Einwohner                                    |
| 1834 | 1834                                         |                                              | 284                                          | 284                                          |
| 1840 | 1840                                         |                                              | 290                                          | 290                                          |
| 1846 | 1846                                         |                                              | 306                                          | 306                                          |
| 1852 | 1852                                         |                                              | 318                                          | 318                                          |
| 1858 | 1858                                         |                                              | 343                                          | 343                                          |
| 1864 | 1864                                         |                                              | 362                                          | 362                                          |
| 1871 | 1871                                         |                                              | 362                                          | 362                                          |
| 1875 | 1875                                         |                                              | 374                                          | 374                                          |
| 1885 | 1885                                         |                                              | 392                                          | 392                                          |
| 1895 | 1895                                         |                                              | 365                                          | 365                                          |
| 1905 | 1905                                         |                                              | 340                                          | 340                                          |
| 1910 | 1910                                         |                                              | 337                                          | 337                                          |
| 1925 | 1925                                         |                                              | 341                                          | 341                                          |
| 1939 | 1939                                         |                                              | 342                                          | 342                                          |
| 1946 | 1946                                         |                                              | 480                                          | 480                                          |
| 1950 | 1950                                         |                                              | 450                                          | 450                                          |
| 1956 | 1956                                         |                                              | 376                                          | 376                                          |
| 1961 | 1961                                         |                                              | 385                                          | 385                                          |
| 1967 | 1967                                         |                                              | 410                                          | 410                                          |
| 1970 | 1970                                         |                                              | 409                                          | 409                                          |
| 1980 | 1980                                         |                                              | ?                                            | ?                                            |
| 1990 | 1990                                         |                                              | ?                                            | ?                                            |
| 2000 | 2000                                         |                                              | ?                                            | ?                                            |
| 2011 | 2011                                         |                                              | 380                                          | 380                                          |
| 2015 | 2015                                         |                                              | 466                                          | 466                                          |
| 2020 | 2020                                         |                                              | 400                                          | 400                                          |
| Datenquelle: Historisches Gemeindeverzeichnis für Hessen: Die Bevölkerung der Gemeinden 1834 bis 1967. Wiesbaden: Hessisches Statistisches Landesamt, 1968. Weitere Quellen: LAGIS |                                              |                                              |                                              |                                              |

Religionszugehörigkeit
| Quelle: Historisches Ortslexikon |                                                                     |
| 1885:                            | 390 evangelische (= 99,49 %), zwei katholische (= 0,51 %) Einwohner |
| 1961:                            | 367 evangelische (= 95,32 %), 16 katholische (= 4,16 %) Einwohner   |

## Ortsbeirat
Für den Ortsteil Nenderoth gibt es einen fünfköpfigen Ortsbeirat mit Ortsvorsteher. Nach den Kommunalwahlen in Hessen 2021 ist der Ortsvorsteher Christoph Albrecht.

## Sehenswürdigkeiten
In der Ortsmitte befindet sich die alte Kirche aus dem 13. Jahrhundert, die als Wehrkirche errichtet wurde. In unmittelbarer Nähe liegt das alte Backhaus mit dem Heimatmuseum. Die Backstube ist noch funktionsfähig und wird vom Verein „Nenderother Heimatstube“ mehrmals pro Jahr in Betrieb genommen.
Als besondere landschaftliche Sehenswürdigkeiten findet man neben dem Knoten als höchstem Berg des südlichen Westerwaldes in der unmittelbaren Umgebung einen reizvollen Wasserfall des Leyenbachs sowie am linken Ufer des Kallenbachs den „Sauerborn“. Von dort aus in Richtung Johannisburg stand bis Sommer 2012 eine 1000-jährige Eiche.

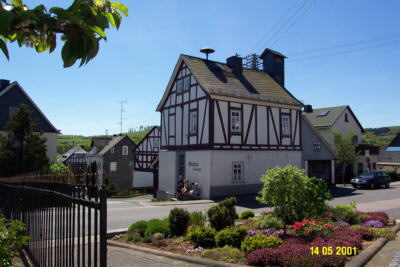
Nenderother Backhaus mit Heimatmuseum
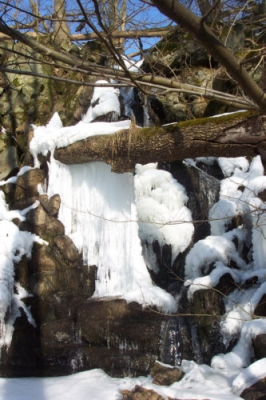
Wasserfall in Nenderoth
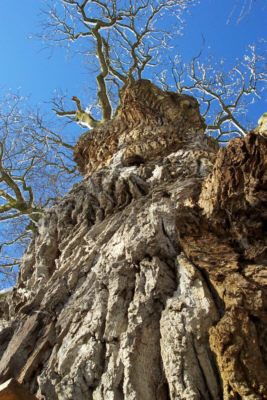
1000-jährige Eiche